# پانگ خو-چیانگ
پانگ خو-چیانگ (چینی: 彭浩翔؛ زادهٔ ۲۲ سپتامبر ۱۹۷۳) بازیگر، کارگردان فیلم، تهیه‌کننده، رمان‌نویس، نمایش‌نامه‌نویس و فیلم‌نامه‌نویس اهل هنگ کنگ است.
از فیلم‌ها یا مجموعه‌های تلویزیونی که وی در آن‌ها نقش داشته است، می‌توان به ابردین و ایزابلا اشاره نمود.